# Pietracamela
Pietracamela é uma comuna italiana da região dos Abruzos, província de Teramo, com cerca de 312 habitantes. Estende-se por uma área de 44 km², tendo uma densidade populacional de 7 hab/km². Faz fronteira com Fano Adriano, Isola del Gran Sasso d'Italia, Áquila (AQ).

## Demografia
| Variação demográfica do município entre 1861 e 2011                               |
|                                                                                   |
| Fonte: Istituto Nazionale di Statistica (ISTAT) - Elaboração gráfica da Wikipedia |